# Russell (Nowa Zelandia)
Russell (maor. Kororāreka) – miasto portowe w Nowej Zelandii, na północy Wyspy Północnej, nad zatoką Bay of Islands, liczące 1017 mieszkańców (XII 2013 r.). Pierwsza, nieformalna, stolica kolonii brytyjskiej.

## Historia

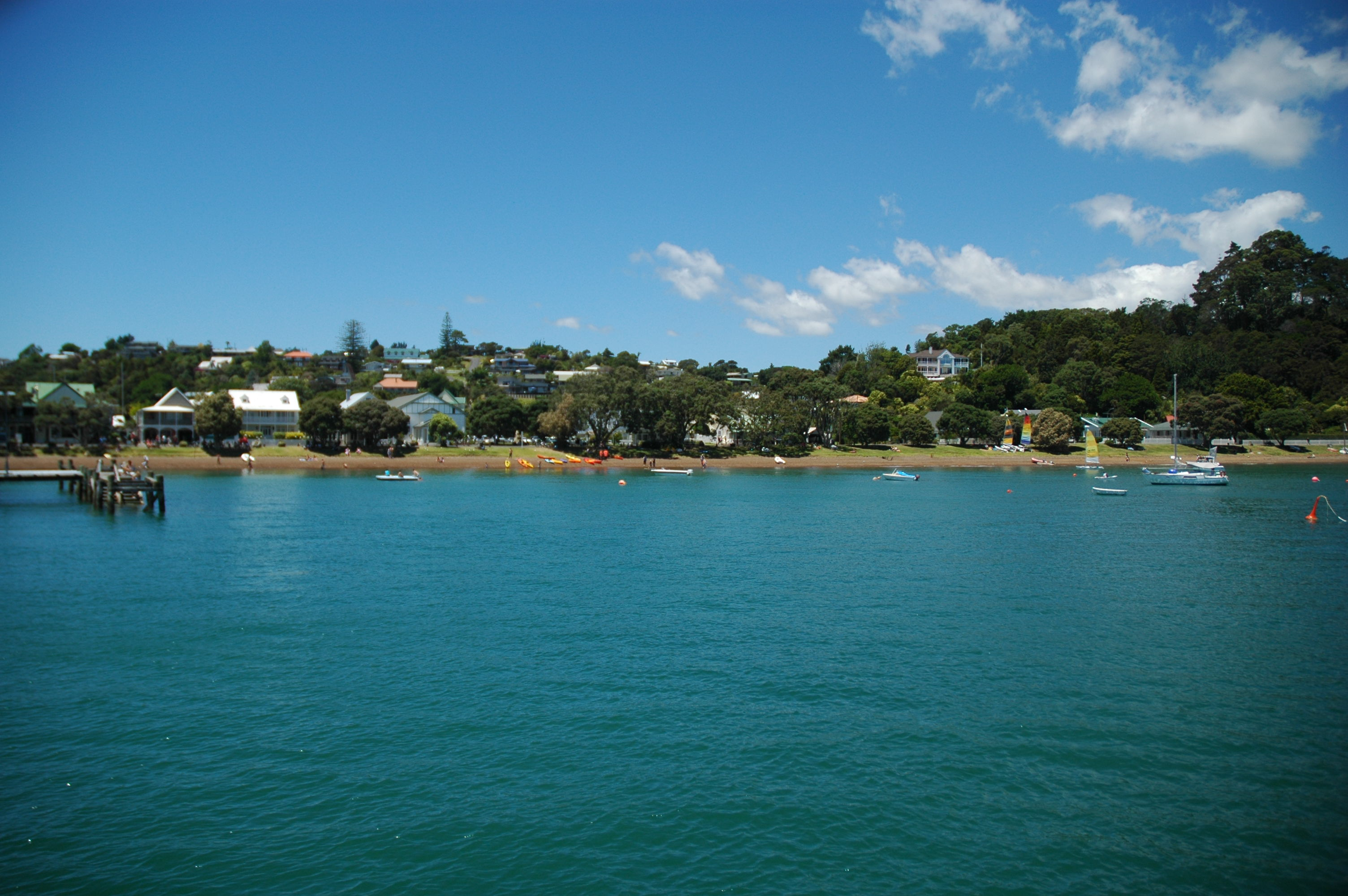
Widok miasteczka od strony zatoki

Gdy na początku XIX wieku europejskie i amerykańskie statki zaczęły odwiedzać Nową Zelandię tubylczy Maorysi zorientowali się, że handel z tajemniczymi przybyszami może być bardzo owocny. Bay of Islands zapewniała dogodne kotwicowisko, ale była gęsto zaludniona przez Maorysów, którzy, by zachęcić białych, zaczęli dostarczać żywność i drewno w zamian za broń palną, alkohol i inne dobra produkowane przez białych. Handel spowodował szybki rozwój Kororāreki, ale miasto zdobyło sobie złą sławę, jako ośrodek bezprawia i prostytucji, w związku z czym nazywano je powszechnie "Piekielną dziurą Pacyfiku" (ang. Hell Hole of the Pacific), chociaż "Kororāreka" znaczy dosłownie Jak słodki jest pingwin. W roku 1841 stolica została przeniesiona do Auckland, a Kororāreka/Russell zostało prawie doszczętnie zniszczone podczas wojny o maszt flagowy z Maorysami.

## Współczesność
Obecnie Russell to skupisko kawiarenek, sklepików z pamiątkami i niewielkich hoteli typu B&B. Nieco ponad 1000-osobowa społeczność ginie w morzu tysięcy turystów z całego świata przybywających tu o każdej porze roku. Komunikację zapewnia żegluga promowa, a także droga lądowa wymagająca jednak sporych objazdów.

## Zabytki i atrakcje turystyczne
- kościół zbudowany w 1836[3] roku (ang. Christ Church), najstarszy zachowany kościół w Nowej Zelandii[4];
- Russell Museum, muzeum poświęcone historii miasta i rozwojowi rybołówstwa w regionie[4];